# Landezone (Festplatte)
Als Landezone (englisch landing zone) wird eine Schutzeinrichtung für das Abschalten einer Festplatte bezeichnet.

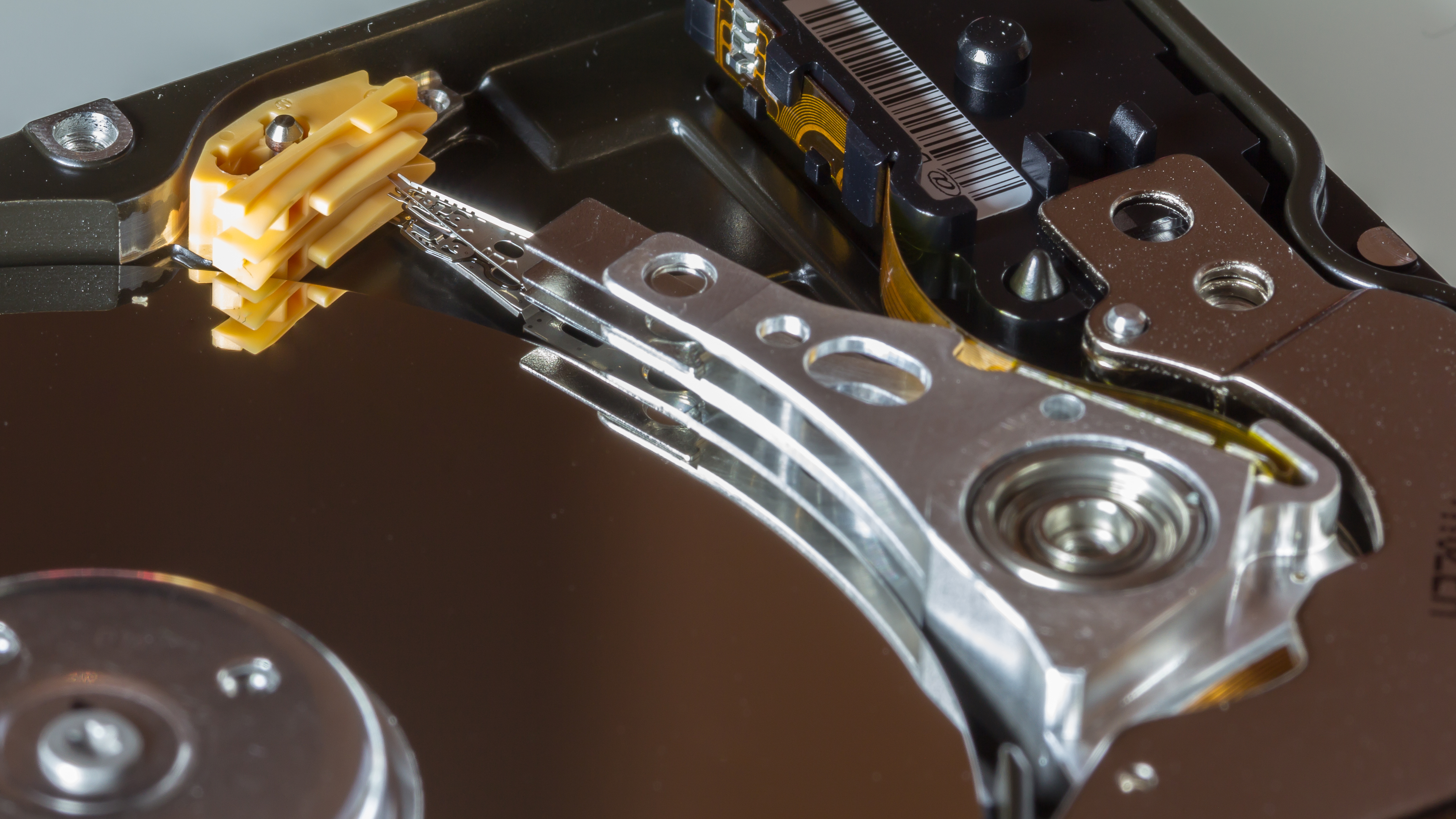
Lesekopf in der Landezone. Die Rampe ist zwischen dem Kopf und der Platte erkennbar.

Im normalen Betrieb eines Festplattenlaufwerks werden durch die Rotationsbewegung der Speicherscheiben Luftmoleküle mitgerissen. Dadurch entsteht ein Luftstrom unter den Schreib-/Leseköpfen, der diese zum Abheben von der Oberfläche bringt (Hydrodynamisches Gleitlager). Beim Abschalten der Platte würden die Köpfe auf den informationstragenden Plattenoberfläche aufsetzen und dort Schäden anrichten, die zu Datenverlusten führen können. Um einen solchen Head-Crash zu verhindern, gibt es einen speziellen Zylinder, der keine Nutzdaten enthält und auf der die Schreib-/Leseköpfe beim Abschalten der Platte landen – die Landezone.
Das Ansteuern der Landezone erfolgt heute automatisch (Autopark-Funktion, seit 1989); früher musste ein spezieller Parkbefehl über die Schnittstelle gegeben werden, was insbesondere bei unbeabsichtigtem Abschalten und plötzlichen Spannungsverlusten zu Problemen führte. Heute wird bei Ausfall der Versorgungsspannung der Motor als Generator benutzt und die Rotationsenergie der Platte für den Parkvorgang verwendet.
Bei modernen Laufwerken landen die Köpfe nicht mehr auf der Oberfläche, stattdessen fährt der Kopfmechanismus beim Ansteuern der Landezone auf kleine Rampen, die einen sicheren Abstand der Köpfe zur Oberfläche gewährleisten, oder die Köpfe werden aus den Platten herausgefahren. Auf diese Weise werden nicht nur die Oberflächen, sondern auch die Köpfe vor Abnutzung und Zerstörung geschützt. Nach Anfahren der Landezone wird der Kopfmechanismus dort fixiert, um eine Bewegung der Köpfe beim Transport der Platte zu verhindern. Das erfolgt in aller Regel durch einen kleinen Permanentmagneten, der den Kopfmechanismus in der Parkposition festhält.